# Герасимова, Виктория Александровна
Викто́рия Алекса́ндровна Гера́симова (род. 9 мая 1979, Зволен, Среднесловацкий край) — российская актриса кино и рекламных роликов, бывший ви-джей MTV Россия.

## Биография
Родилась 9 мая 1979 года в Зволене (Чехословакия) в семье военного, но уже в раннем детстве переехала с родителями в СССР, в Калининград. После окончания школы поступила в филиал ГИТИСа (Театр антрепризы Валерия Лысенко), который окончила в 2001 году по специальности «Актриса драматического театра и кино». Дипломная работа — главная роль в спектакле «Венецианский карнавал» по пьесе Карло Гольдони, который был сыгран в областном драматическом театре. После этого Герасимова переехала в Москву, где работала ведущей в программах разных телеканалов, снималась в рекламных роликах. С 2004 года снимается в кино, преимущественно в сериалах производства России и Украины.

## Работа на радио
- 1999—2000 — новости на радиостанции «ШОК» (Калининград)

## Работа на ТВ
- 1999—2000 — «Клип-арт» («Балт-ТВ»)
- 2003—2004 — ведущая прямого эфира на интерактивном телевидении «РИКОР» (ТДК)
- 2004 — ведущая программы «Весёлые баксы» (под псевдонимом Саша без фамилии) (РЕН ТВ)
- 2004—2005 — ведущая прямого эфира интерактивных игр (Муз-ТВ)
- 2005—2006 — ведущая программы «Вопрос, ещё вопрос» (НТВ)
- 2006 — ведущая интерактивной программы «Киномания» (ТВ-3)
- 2006 — ведущая интерактивной программы «Классики». Компания «Endemol International»
- 2006 — ведущая программы «Сделка?!» в интерактивном блоке «Игра с телезрителями» (РЕН ТВ)[3]
- 2008—2009 — ведущая программы «News-блок» (под псевдонимом Вика Холодная) (MTV)
- 2010—2011 — ведущая реалити-проекта «Школа выживания» (Россия-2 и Моя планета)
- 2011 — ведущая программы «Новое утро» (Семёрка)
- 2013 — ведущая программы «Прости меня» (РЕН ТВ). Цикл из 12 программ. Компания WeiT Media
- 2015—2018 — ведущая телеканала «Бобер». Первый канал. Всемирная сеть

## Фильмография
- 2004 — Удар лотоса 4: Алмаз — Марина
- 2004 — Холостяки
- 2005 — Аэропорт — пассажирка Лидочка
- 2005 — Бриллианты для Джульетты
- 2005 — Криминальные игры (эпизод «Босоногая принцесса») — следователь Алиса Томилина
- 2005 — Сыщики районного масштаба
- 2006 — Была не была
- 2006—2007 — Городской романс — Таня Соболь
- 2006 — Мой генерал — Юля
- 2006 — Формула зеро — крупье Света
- 2006 — Богиня прайм-тайма
- 2006—2007 — Ангел-хранитель — Ирина Круглова
- 2007—2010 — След (эпизоды)
- 2008 — Висяки — лейтенант Людмила Чижик
- 2008 — Общая терапия — учительница истории Лариса Самойлова
- 2009 — Вернуть на доследование — Людмила Чижик
- 2009 — Женить Казанову — Катя Алёхина
- 2010 — Глухарь 3 (в восьми эпизодах) — Анна Сенцова
- 2010 — Отдел — инспектор по делам несовершеннолетних, лейтенант/старший лейтенант милиции, Екатерина Русакова
- 2010—2013 — Пятницкий — инспектор по делам несовершеннолетних старший лейтенант милиции/полиции Екатерина Русакова
- 2010—2012 — Зверобой-2-3-4 — Девушка Икс, агент Дина Ретова
- 2010 — Мент в законе-2 — Елизавета Вершинина
- 2010 — Общая терапия-2 — учительница истории Лариса Самойлова
- 2010 — Однажды в милиции
- 2010 — Стройбатя — Ирина Еремеева
- 2011 — Амазонки — Полина Шмелёва (в двух эпизодах)
- 2011 — Метод Лавровой — Валерия Снитко (в эпизоде «Похищение»)
- 2012—2013 — Семейный детектив — Катя Свиридова
- 2012 — Телохранитель 4 — Саша (в эпизоде «Пустышка»)
- 2013 — Человек ниоткуда — Людмила Крутилина
- 2013 — Кулагин и партнёры — эпизод
- 2014 — На глубине — Лена, жена Селима
- 2014 — Отец Матвей — Марина Осадчая
- 2014 — Беспокойный участок — Нина Баграмова, актриса
- 2014 — Косатка — Полина Левкоева/Баранова
- 2015 — Саша добрый, Саша злой — Вера Борисова
- 2016 — Воронины — Алёна (17 сезон, 6 серия)
- 2018 — Тот, кто читает мысли (Менталист) — Ева Романова
- 2018 — Линия огня — следователь Людмила Сигарева
- 2018 — Алтарь Тристана — Вера Грекова
- 2018 — Алмазы Церцеи — Вера Грекова
- 2018 — Трюфельный пес королевы Джованны — Вера Грекова
- 2018 — Сфинксы северных ворот — Вера Грекова
- 2018 — Отравленная жизнь — Вера Грекова
- 2019 — Мастер охоты на единорога — Вера Грекова
- 2019 — Отель Толедо — Вера Грекова
- 2019 — Железный лес — Вера Грекова
- 2019 — Клетка для сверчка — Вера Грекова
- 2019 — Запчасть (короткометражный фильм) — Елена Владимировна
- 2020 — Чужая стая — Елена Шатрова
- 2021 — Магистраль — Екатерина Тимофеева, железнодорожный диспетчер

## Награды и признание
- 2005 — приз «Лучший женский образ года» на фестивале рекламы за серию рекламных роликов жевательной резинки «Дирол»